# Transfert (film)
Pour les articles homonymes, voir Transfert.
Pour plus de détails, voir Fiche technique et Distribution.
Transfert (Against the Clock) est un film américain écrit et réalisé par Mark Polish, sorti en 2019.

## Synopsis
Nouvelle recrue de la CIA, Kelley Chandler est gravement blessé lors d'une mission, ne survivant que grâce à un respirateur artificiel. Sa femme Tess, un ancien agent de la CIA, est déterminée à découvrir ce qui est arrivé à son mari. Comme les détails de la dernière mission de Kelley se démêlent, montrant que son accident était un travail intérieur, Tess fait tout pour garder Kelley hors de danger, même si cela a des conséquences dangereuses.

## Fiche technique
- Titre original : Against the Clock
- Titre français : Transfert
- Réalisation et scénario : Mark Polish
- Décors : Nimi Lkhagva
- Costumes : Bic Owen
- Photographie : Jesse Brunt
- Casting : Dominika Posserén
- Montage : Jamison Forkenbrock, Bryan A. Shaw
- Production : Michael Benaroya, Janet DuBois, Juan Reyes, Ben Sachs
- Sociétés de production : Benaroya Pictures, Night Fox Entertainment, Umano Productions
- Budget :
- Format : Couleur
- Pays d'origine :  États-Unis
- Langue originale : anglais
- Genre : Thriller
- Durée : 102 minutes
- Dates de sortie : 
  -  États-Unis : 11 janvier 2019
  -  France : 25 novembre 2020 (DVD)

## Distribution
- Dianna Agron : Tess Chandler
- Andy Garcia : Gerald Hotchkiss
- Bar Paly : Lauren De Isigney
- James Frain : Docteur A
- Justin Bartha : Peter Hobbs
- Jay Karnes : Docteur Nelson
- D.W. Moffett : Douglas
- Patrick Bauchau : Goldstucker
- Johnny Pemberton : Scotty
- Mark Polish : Kelley Chandler